# Здание Национального банка Украины
Здание Национального банка Украины — здание, в котором находится главный офис Национального банка Украины. Расположено в исторической местности Липки в Печерском районе города Киева, по адресу: ул. Институтская, 9. Памятка архитектуры национального значения Украины.
Здание выполнено в стиле итальянского ренессанса, сочетает в себе элементы венецианской готики и ранней эпохи Возрождения флорентийского типа.

## Старое здание
Контора Государственного коммерческого банка России в Киеве была основана более полутора столетий тому назад — в 1839 году. Со временем для неё был куплен большой двухэтажный дом в стиле ампир на Институтской улице, принадлежавший киевскому дворянству. Позднее здесь разместилась Киевская контора Государственного банка России, которая была создана в 1860 году на базе ликвидированных Заёмного и Коммерческого банков.
Это было достаточно изысканное двухэтажное сооружение с эффектным восьмиколонным портиком и двумя выступами по бокам фасада. Однако, из года в год финансовые операции банка возрастали, и становилось всё более очевидным, что старое здание уже не может удовлетворить всем потребностям киевской конторы Госбанка. Было принято решение о строительстве нового здания.
Одним из аргументов против реконструкции и в пользу строительства нового здания были «неудобства удалённости здания от центра торгово-промышленной активности города Киева — Крещатика — и плохого с ним сообщения через крутой подъём по Институтской улице». Десять лет ушло на поиск новых мест для строительства (которые в Петербурге отклоняли одно за другим), на переубеждение чиновников Государственного банка в Петербурге и министра финансов того времени Сергея Витте, что расширять старое здание уже невозможно, поэтому необходимо строить новое. Лишь осенью 1902 года началось строительство. Но не на Крещатике, а на той же Институтской улице, рядом со старым помещением банка.

## Строительство нового здания по проектам Кобелева и Вербицкого

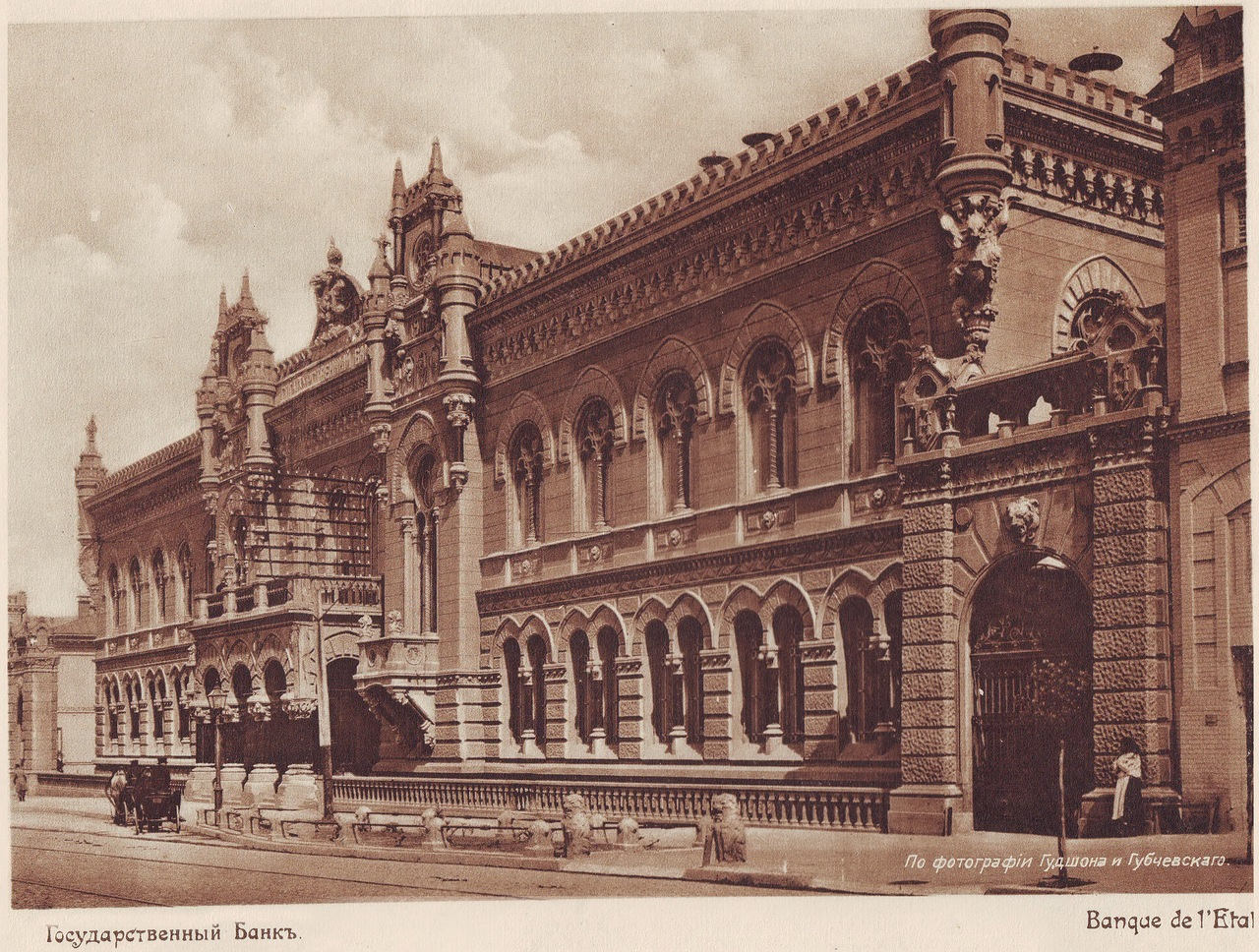
Здание Государственного банка, 1911 год

Участие в конкурсе проектов приняли архитекторы А. В. Кобелев, П. И. Голландский и В. В. Городецкий. Конкурс выиграл Кобелев, который и приступил к работе несколько лет спустя. Вскоре после начала реализации проекта к работе подключился А. Вербицкий, разработавший главный фасад здания.
Чтобы добиться наилучшего выполнения работ, члены комиссии по строительству здания решили не отдавать право на реализацию проекта одному исполнителю. Заявки на участие в строительстве подали около ста фирм. На каждый вид работ устраивался конкурс между солидными, известными фирмами, которые уже зарекомендовали себя на других объектах. В результате жёсткого отбора право на выполнение тех или иных работ получили около двадцати подрядчиков, в том числе Южно-русский машиностроительный завод, фирмы и строительные конторы Гинзбурга, Шмидта, Брониковского и Зоммера, Шварценберга и Сафонова, лейпцигские, магдебургские фирмы и другие. Облицевать здание камнем и выполнить художественные работы внутри помещений было поручено итальянскому скульптору Элио Саля.
1 августа 1905 года (по старому календарному стилю) контора перенесла свои операции в новое здание, а 22 февраля следующего года помещение было освящено. В Киеве появилось прекрасное, возведённое по последнему слову техники, двухэтажное здание с цокольным и подвальным этажами. Оно было оснащено центральным паровым отоплением, электрическим освещением, двойной вентиляционной системой — нагнетательной и вытяжной. Семь электрических вентиляторов общей мощностью около 18 лошадиных сил могли в течение часа дважды обновить в помещениях весь воздух. Зимой оно подогревалось радиаторами, а летом, через холодные подземные каналы, — охлаждалось воздухом (кроме того, его можно было охладить дополнительно, если заполнить увлажнительный резервуар льдом).

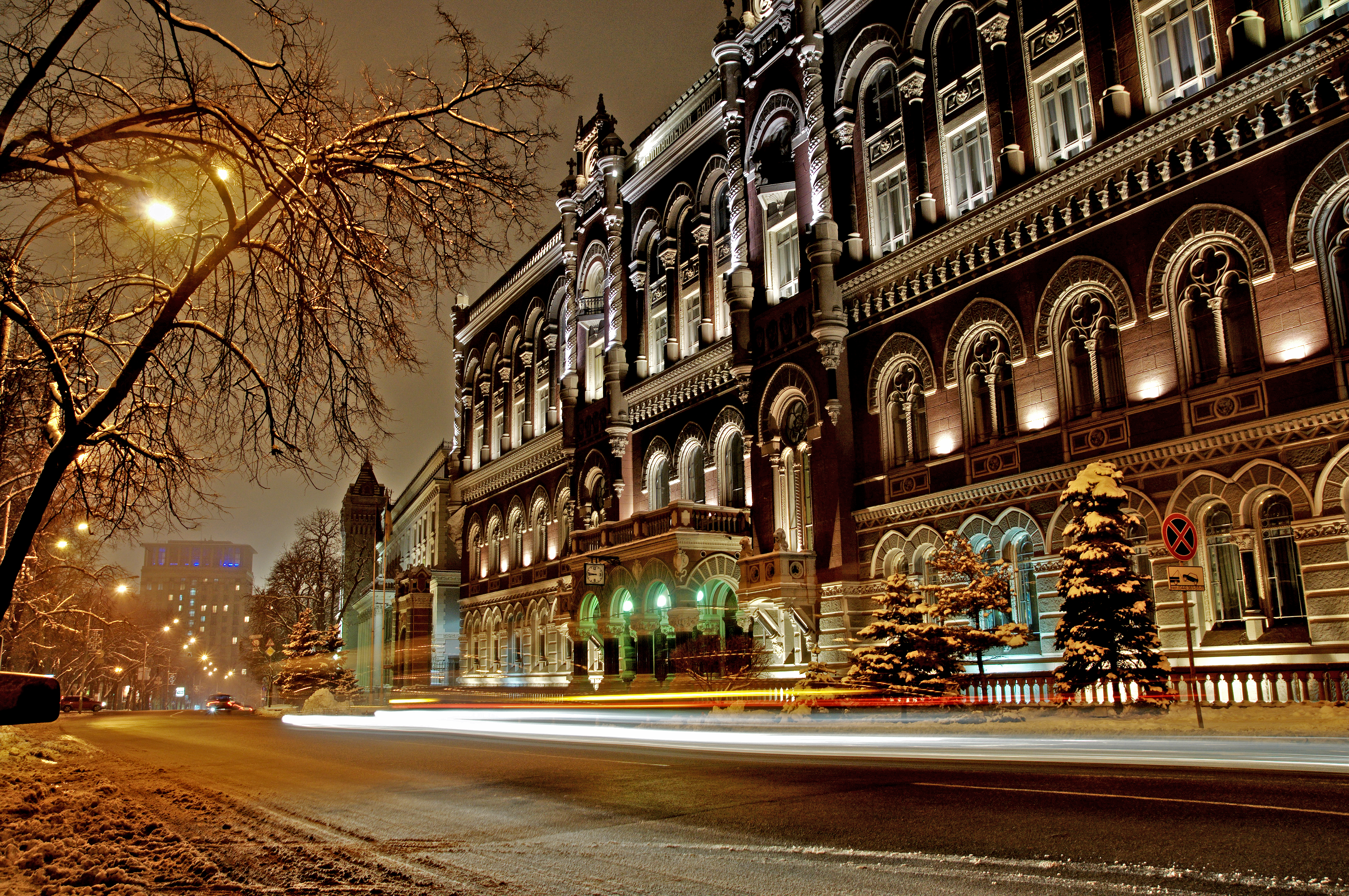
Здание Национального банка Украины ночью, 2009 год

Как указывается в коротком очерке о строительстве конторы, выданном, вероятнее всего, в 1906 году в Киеве, «вопрос отопления и вентиляции настолько важен в таких зданиях, что у членов комиссии ни разу не возникло сомнений относительно использования всего наилучшего, что есть в этом деле, несмотря на немаленькие затраты. Стоимость всех сооружений, связанных с отоплением и вентиляцией, вместе со строительными работами доходит до 100.000 руб.» (Девятая часть от стоимости сооружения всего здания банка с четырёхэтажным флигелем для служащих и закупкой мебели).
Воздух для вентиляции брался в специально посаженном во дворе банка цветнике с розами. Каждое утро включались специальные воздухозаборники и на все этажи рабочих помещений подавался приятный аромат роз. Во время недавней реконструкции и капитального ремонта здания НБУ была осуществлена попытка возобновить работу этой системы. Выяснилось, что вентиляционные ходы в полном порядке. На месте же бывшего розария, возле воздухозаборных шахт, теперь расположен гараж.
Согласно проектному заданию, между соседней усадьбой, с одной стороны, и старым банком, с другой, были запланированы разрывы шириной приблизительно 5 метров. Это дало возможность оригинально вписать сооружение в окружающую застройку. Отдельно стоящее здание было с двух сторон композиционно соединено с соседними домами каменными воротами. Это выгодно отличает его от других банков, например, на Крещатике, которые возводились в один фронт с общей застройкой улицы. Кроме того, здание формирует фронт застройки улицы Институтской и замыкает перспективу улицы Банковой. Это определяет градостроительное значение сооружения, которое входит в исторически сложившийся ансамбль Липок.
По проекту А. В. Кобелева во дворе здания конторы Госбанка был построен кирпичный флигель для служащих. Его фасады выдержаны в том же стиле, что и корпуса банка. На четырёх этажах флигеля размещались одно- и двухкомнатные квартиры для 32 служащих, а на подвальном этаже были обустроены погреба, чуланы и склад топлива для банка. Комнаты флигеля имели печное отопление.

## Расширение здания по проекту Рыкова
Хотя размеры помещений банка определялись с таким расчётом, чтобы «удовлетворить потребности не менее, чем на пятьдесят лет», однако уже в 1933 году (в связи с будущим переносом столицы Советской Украины из Харькова в Киев) здание конторы госбанка перестало удовлетворять возросшим потребностям. Поэтому было принято решение надстроить ещё два этажа. За разработку проекта надстройки взялся А. В. Кобелев в соавторстве с архитектором В. Н. Рыковым.
Начатые 25 февраля 1934 года строительные работы были завершены за восемь с половиной месяцев — к 7 ноября (этот день в то время являлся государственным праздником). В исторической справке, подготовленной в 1974 году работниками института «Укрпроектреставрация» в связи с реставрацией фасадов здания конторы Государственного банка, приводятся интересные технические подробности надстройки. Третий и четвёртый этажи возводили одновременно с поднятием крыш. То есть крышу не снимали, как это делалось обычно в таких случаях, а разрезали автогеном на семь частей (хорошо, что она была из металлических конструкций) и постепенно поднимали с помощью домкратов. После того, как кладка стен была завершена, части крыши установили на чугунных подушках и снова сварили. Масса крыши, поднятой на высоту 12 метров, — 330 тонн, периметр — 400 метров.

## Общее описание

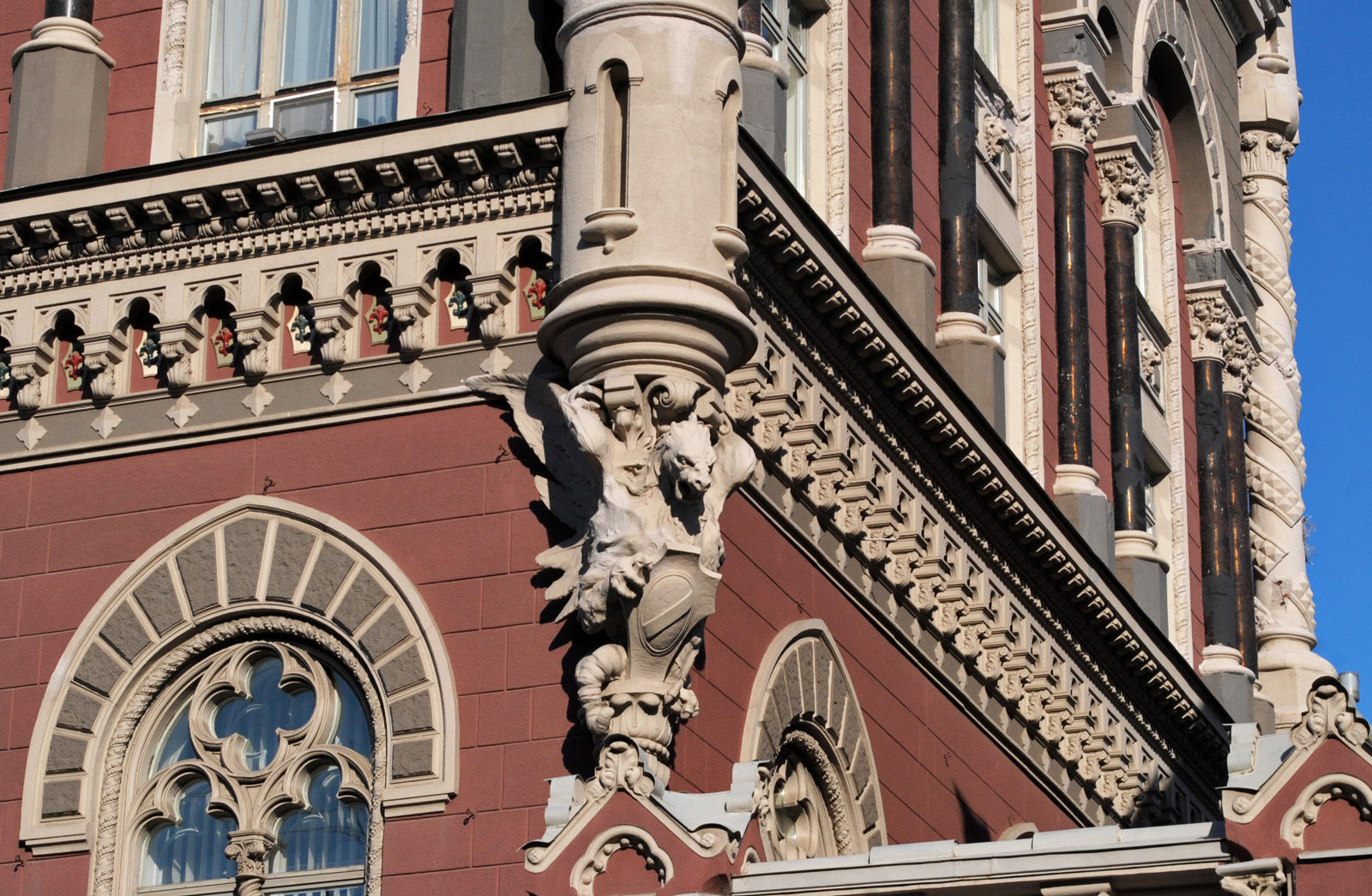
Элементы декора

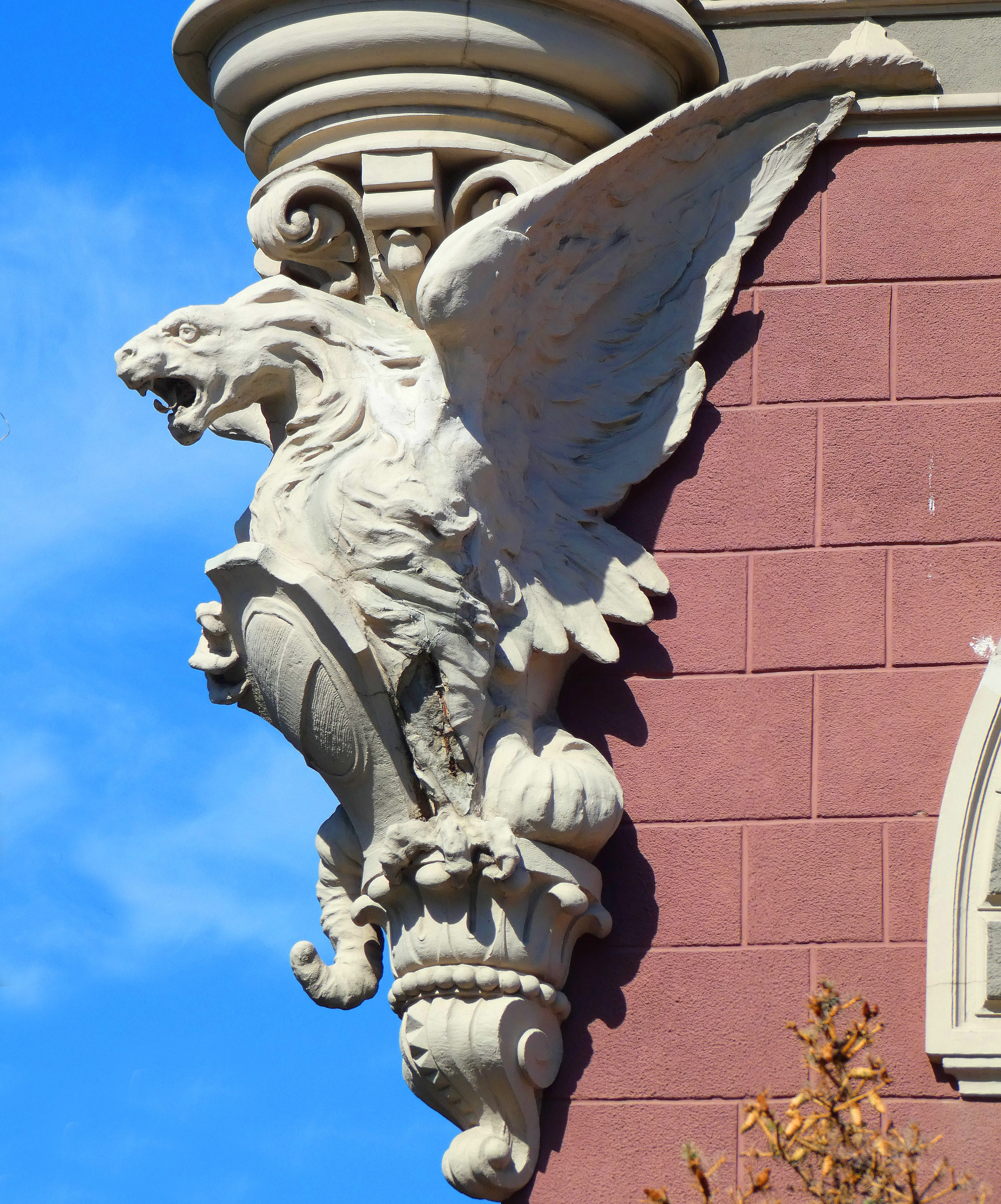
Элементы декора

В плане здание Национального банка Н-образное. Два параллельно размещённых четырёхэтажных корпуса композиционно объединены главным помещением банка — операционным залом, богато украшенным лепным декором в технике высокого рельефа и витражами. Фасады здания выполнены в стиле северо-итальянской готики и раннего флорентийского Возрождения с мраморными колоннами, изысканным орнаментом, эмблемами ремёсел. Кирпичные стены главного фасада облицованы искусственным камнем, имитирующим серый гранит и розовый песчаник. Декор фасада выполнен итальянским скульптором Элио Саля.
Композиционным центром главного фасада является нарядный портал (то есть архитектурно выделенный вход), который включает колоннаду перед входом с балконом. Портал очень удачно подчёркнут двумя симметричными ризалитами по бокам (ризалит — выступающая часть здания). Они придают сооружению парадности и делают более выразительным его стиль. Ризалиты украшены балкончиками и спаренными полукруглыми окнами, а завершаются небольшой аттиковой стенкой и лёгкими башнями по углам.
Боковые части главного фасада украшены рядами правильно размещённых окон. Парные окна первого этажа разделены тонкими коринфскими колонками. На втором этаже — большие прорези с полукруглым верхом заполнены парными окнами с розеткой над ними. Подоконные части второго и четвёртого этажей украшены небольшими рустиками (рустика — облицовка стен камнем с грубо обтёсанной поверхностью) и маскаронами в виде львиных голов.
Монументальность здания подчёркивается широким карнизом, украшенным майоликой. Наружные стороны фасада закреплены витыми колонками с декоративными башнями, которые поддерживаются скульптурами величественных грифонов — крылатых львов, или полуорлов-полульвов. Интересно, что в античной мифологии грифоны считались хранителями золотых месторождений.
Художественное оформление помещений конторы банка, которое было поручено итальянскому скульптору Элио Саля, внутри здания тоже достаточно торжественное. Интерьеры отличаются выдержанностью стилизации, удачно решённым освещением, удобством и целостностью внутренней планировки. Тут тоже много лепнины — особенно в операционном зале: скульптуры античных богов Гермеса, Деметры, Афины Паллады и Гефеста, сандрики (карнизы над дверными проёмами) и маскароны. По всему периметру зала над балконом размещены картуши — лепные украшения в виде щитов, на которых изображены разные эмблемы и гербы. В центре потолка операционного зала — совсем недавно восстановленное в первоначальном виде расписанное красками по стеклу изображение покровителя Киева — Архангела Михаила.
Братья Саля внесли новые методы в отливание лепных украшений и скульптур. Они впервые использовали в Киеве так называемую набивку из цемента. Метод заключается в том, что в форму не заливается алебастр, как делалось ранее, а набивается полусухой замешанный цемент. После высыхания и снятия формы остаётся цементное изделие, имеющее перед алебастровым ряд преимуществ, особенно при фасадной лепке.
По своим художественным качествам здание Национального банка считается одним из лучших среди сооружений Киева XX столетия.